# Gobius (Görlitzer Familie)

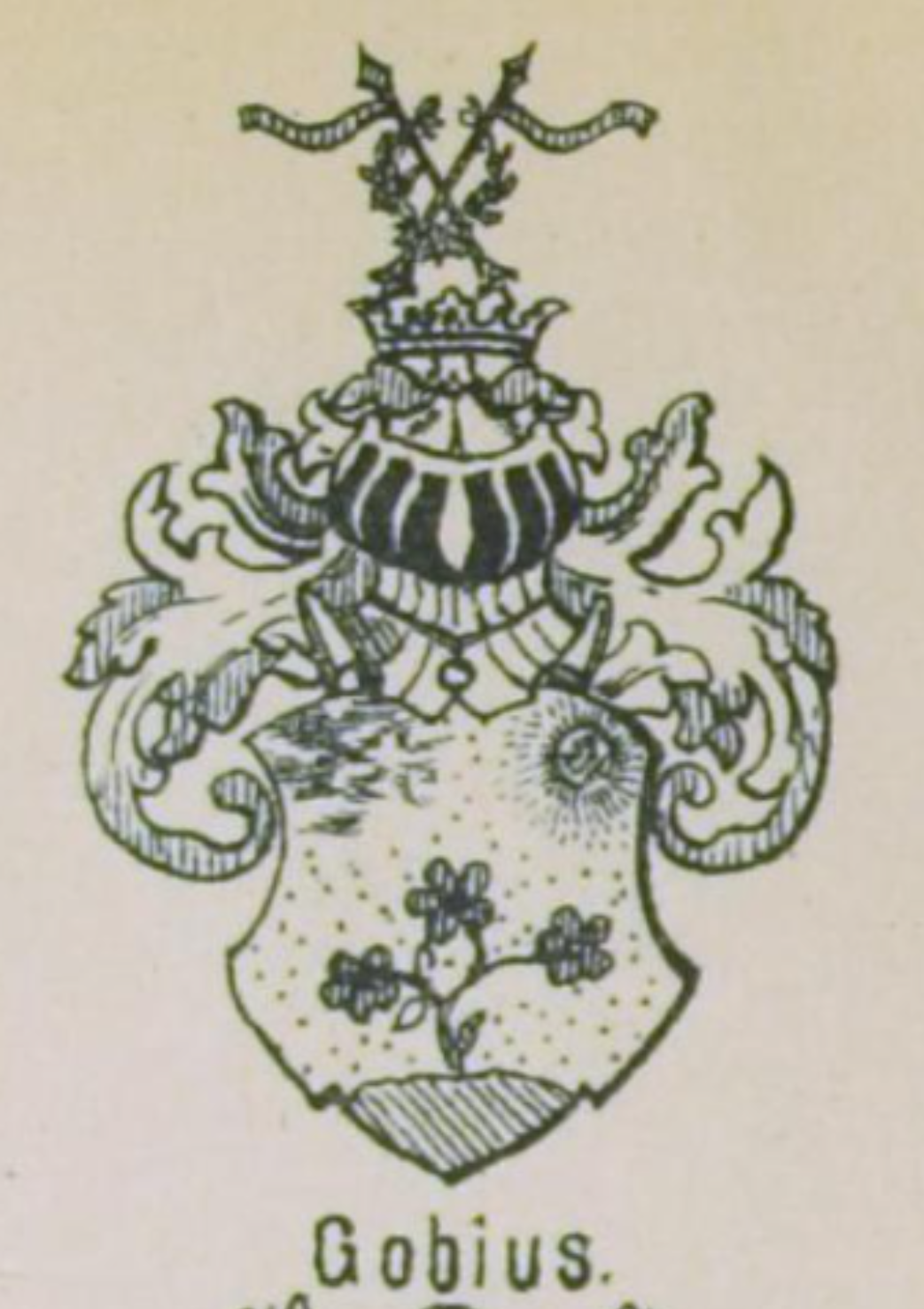
Wappen bei Paul Fritsch (1891)

Gobius war der Name einer Görlitzer Familie. Sie stellte in Anklam (Pommern) und Görlitz bedeutende Stadtämter. Ihre Gruft am Görlitzer Nikolaifriedhof, in der sich die Wappen einiger hochrangiger verschwägerter Familien wiederfinden, ist bis heute erhalten. Der bekannteste der Familie war Gregor Gobius.

## Geschichte
Familie Gobius
Der nachvollziehbare Stammbaum beginnt bei Joachim Gobius, Bürgermeister in Anklam. Sein gleichnamiger Sohn Joachim († 23. August 1612) war Syndikus im Fürstentum Glogau. Wiederum sein Sohn war der Görlitzer Richter Gregor Gobius. Und Gregors Tochter Anna Margarethe heiratete in erster Ehe den schwedischen Fähndrich Joh. Loest. Der wurde zum Tode verurteilt, weil er am 12. August 1641 in Görlitz während die Schweden belagert wurden, seinen Posten verlassen hatte. Er wurde in der Annenkapelle begraben. Anna Margarethe’s zweiter Mann hieß Albinus Seyfried, wieder von militärischem Dienstgrad, des Weiteren Landesherr und Görlitzer Landeshauptmann. Anna Margarethe’s Schwester Anna Sophie heiratete in erster Ehe Siegmund Foerster und in zweiter Gottfried Gösing, Sohn Valentin Gösings.
Gobiusʼsche Gruft

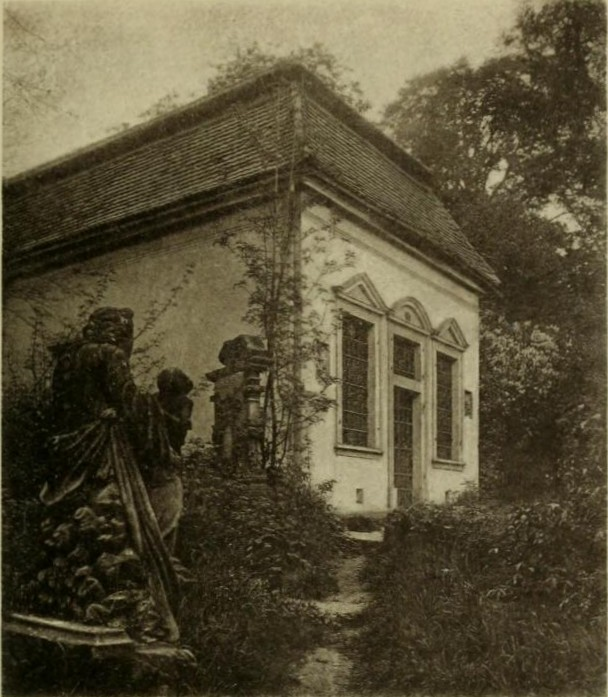
Gobius’sche Gruft (vor 1916)

In der Familiengruft am Nikolaikirchhof befinden sich zahlreiche „prunkvolle“ Wappen von mit den Gobius verschwägerten Familien, und zwar: Schittler, Schnitter, Bergmann, Foerster, Gösing, Heintze, Schön, Moller von Mollerstain, Färber, Seyfriedt, Schmidt. Sie wurde im Jahr 1653 erbaut, wie eine Notiz in der Zobelschen Bibliothek belegt. Außen befinden sich links das Gobius’sche und rechts das Heintzesche Wappen.

## Wappen

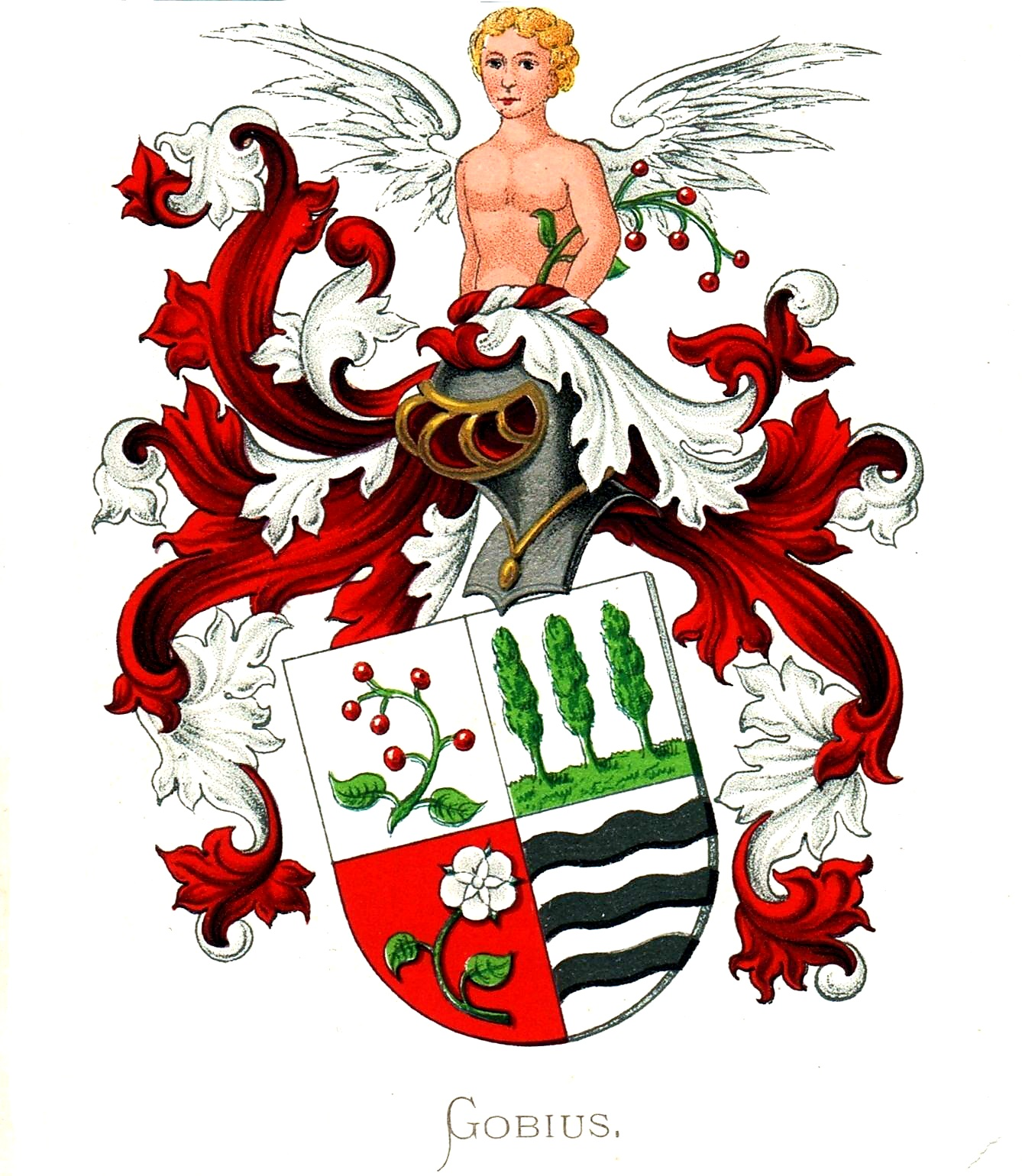
Wappen der niederländischen Gobius (um 1880)

Das Wappen einer angesehenen niederländischen Familie Gobius zeigt auffällige, zumindest teilweise Übereinstimmungen (Blumen) im Schildbild, was umso überraschender ist, da es sich um kein redendes Wappen handelt, denn dann müsste es einen Fisch enthalten, da lateinisch „Gobius“ deutsch „Gründling“ bedeutet.
Auch die Helmdecken haben, den Tingierungs-Strichen des ursprünglichen Gobius’schen Wappens zufolge, die gleichen Farben (rot-weiß).